# Konstcykling

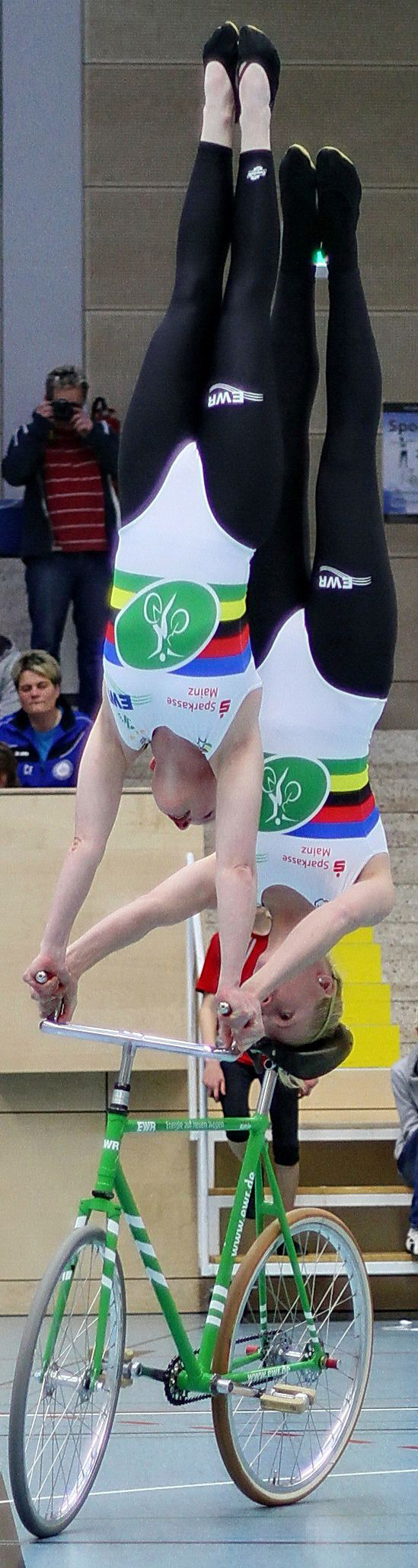
Katrin Schultheis och Sandra Sprinkmeier var 2012 världsmästare i konstcykling, vilket framgår av de speciella regnbågströjorna som utdelades på den tiden. Notera också de mjuka skorna av samma typ som gymnaster använder, vilka ger större kontroll och bättre grepp än skor med styv sula.

Konstcykling, även kallad cykelbalett, är en gren inom cykelsport som går ut på att utföra olika trick eller "figurer" på en för ändamålet specialbyggd cykel, vilka poängbedöms av domare likt konståkning och artistisk gymnastik. Tävlingar hålls i idrottshallar med linoleum- eller parkettgolv av samma typ som används för exempelvis handboll. Man tävlar dels individuellt och dels i par (två personer både på varsin och på samma cykel), även mixade. Dessutom förekommer tävlingar för fyra- och sexmannalag (som samtidigt är inne på banan på varsin cykel). Programmet, maximalt fem minuter långt, sker om utövaren så önskar, men ej nödvändigtvis, till musik. Det får innehålla upp till 30 "figurer" individuellt och högst 25 för par och lag. För par skall minst åtta och högst femton "figurer" utföras på samma cykel - därtill måste också "figurer" på varsin cykel utföras (ett stopp för byte från en till två cyklar, eller omvänt, får göras). Lagtävlingarna består huvudsakligen av att deltagarna cyklar runt synkroniserat i cirklar eller åttor baklänges på bakhjulet och då och då gör piruetter. Detsamma gäller parcykling under den del då deltagarna kör på varsin cykel, medan då de kör på samma cykel, liksom i de individuella klasserna, utförandet är mer akrobatiskt (även om det då också till större delen handlar om bakhjulscykling).
Planen är rektangulär med måtten 11 gånger 14 meter vid internationella tävlingar.
Cykeln har fastnav (man kan alltså även cykla baklänges), utväxlingen är nära 1:1 (framdrevet får dock inte ha färre kuggar än bakdrevet), fram- och bakhjul måste vara likstora och framgaffeln är nästan vertikal (vilket också ger en kort hjulbas och därmed en liten svängradie) och fritt roterbar. Dessutom är sadel och styre av speciell utformning. Fram- och baknaven får vara förlängda maximalt 50 mm på vardera sidan (vilket gör att man kan stå på dem).
Konstcykling skall ej blandas samman med flatland som är en snarlik tävlingsform på BMX-cyklar.
Sporten utövas framförallt i Centraleuropa (främst i Tyskland som har 10 000 licensierade utövare, men även i Schweiz, Österrike och Tjeckien), men även i Ostasien (speciellt Hongkong).

## Världsmästerskap
UCI arrangerar årligen världsmästerskap i inomhuscykling, vilka förutom konstcykling även omfattar cykelboll, en gren som utövas på en likadan plan med samma mått (men med mål och inramad av flyttbara barriärer).
Individuella världsmästerskap i konstcykling för herrar har arrangerats sedan 1956 och för damer sedan 1970.. Sedan har även par (damer och öppna) och fyramannalag (inledningsvis för damer, men sedan 2016 öppna för båda könen) tillkommit.

## World Cup
Sedan 2018 organiseras även världscupen UCI Artistic Cycling World Cup för klasserna singel damer, singel herrar, par damer, par öppen och fyramannalag öppen.

## Galleri

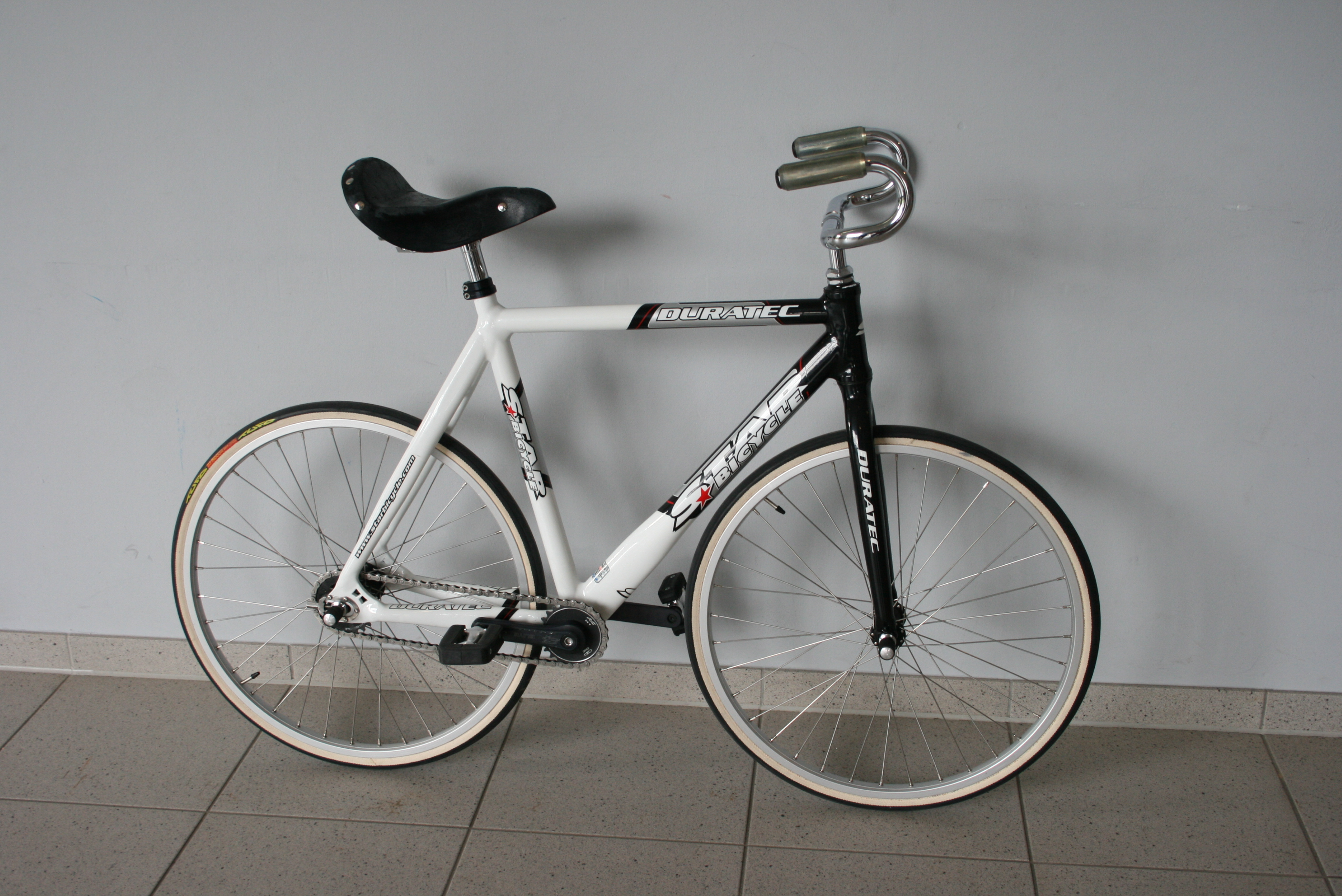
Cykel som används vid konstcykling.
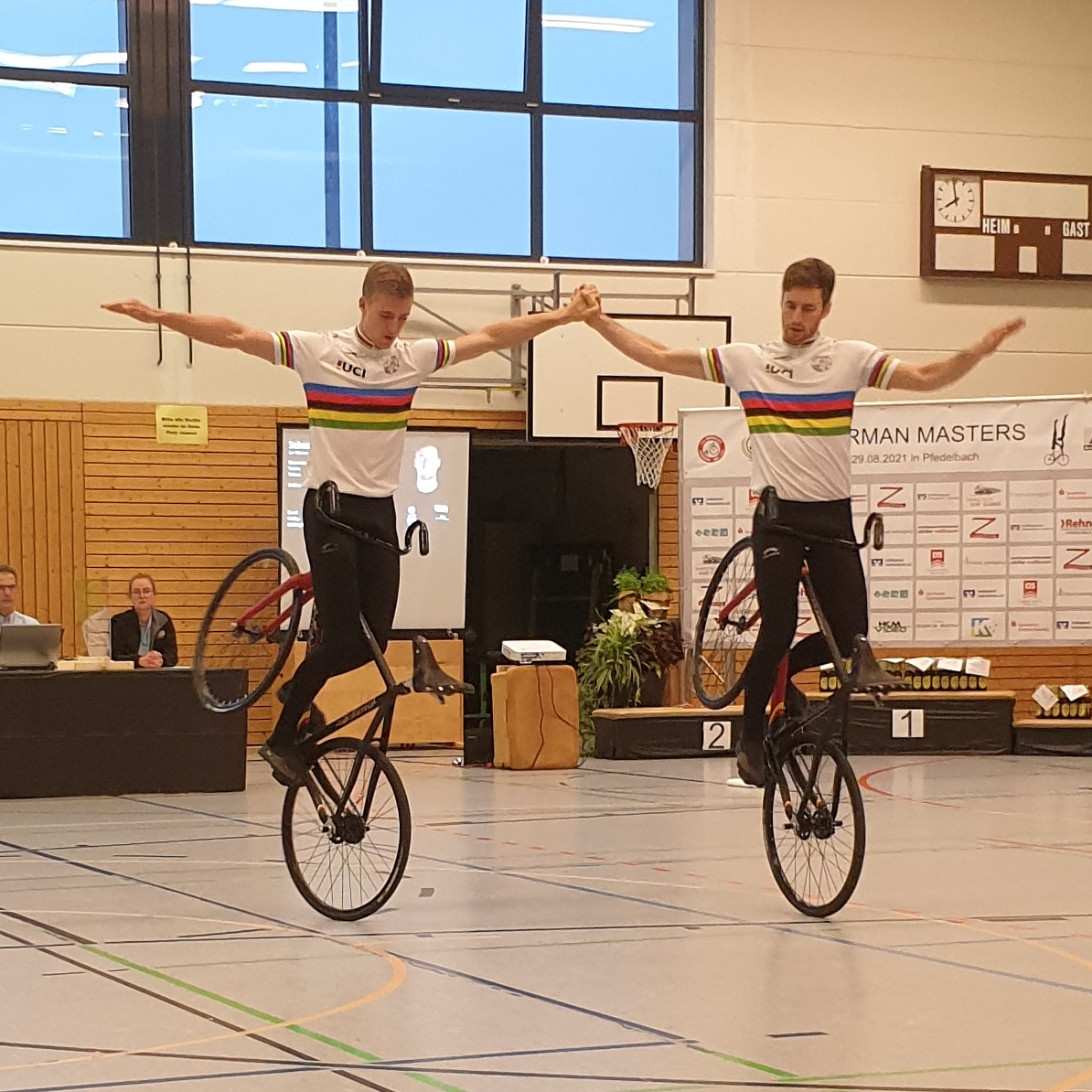
Serafin Schefold och Max Hanselmann var världsmästare 2021.
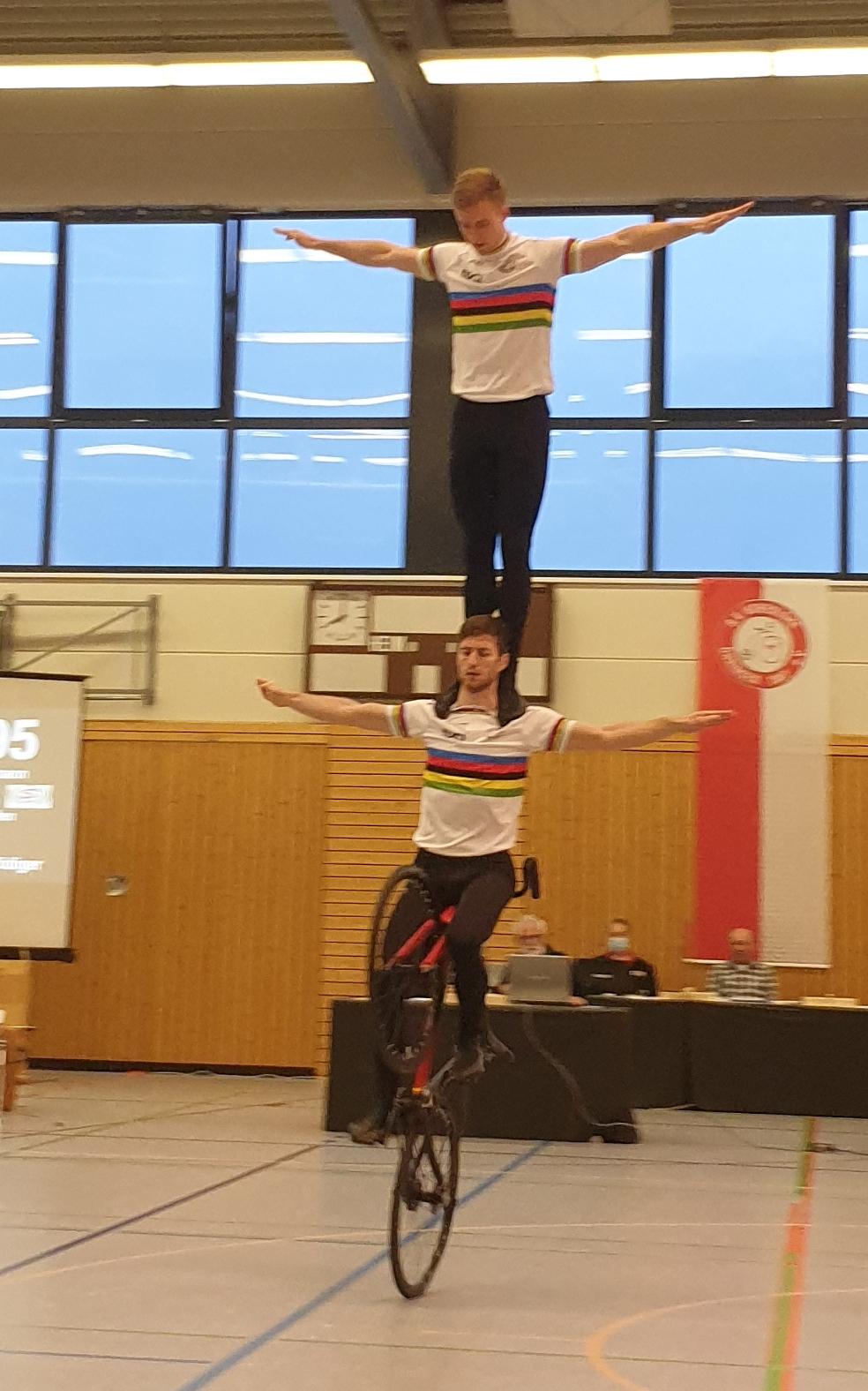
Schefold och Hanselmann på samma cykel.
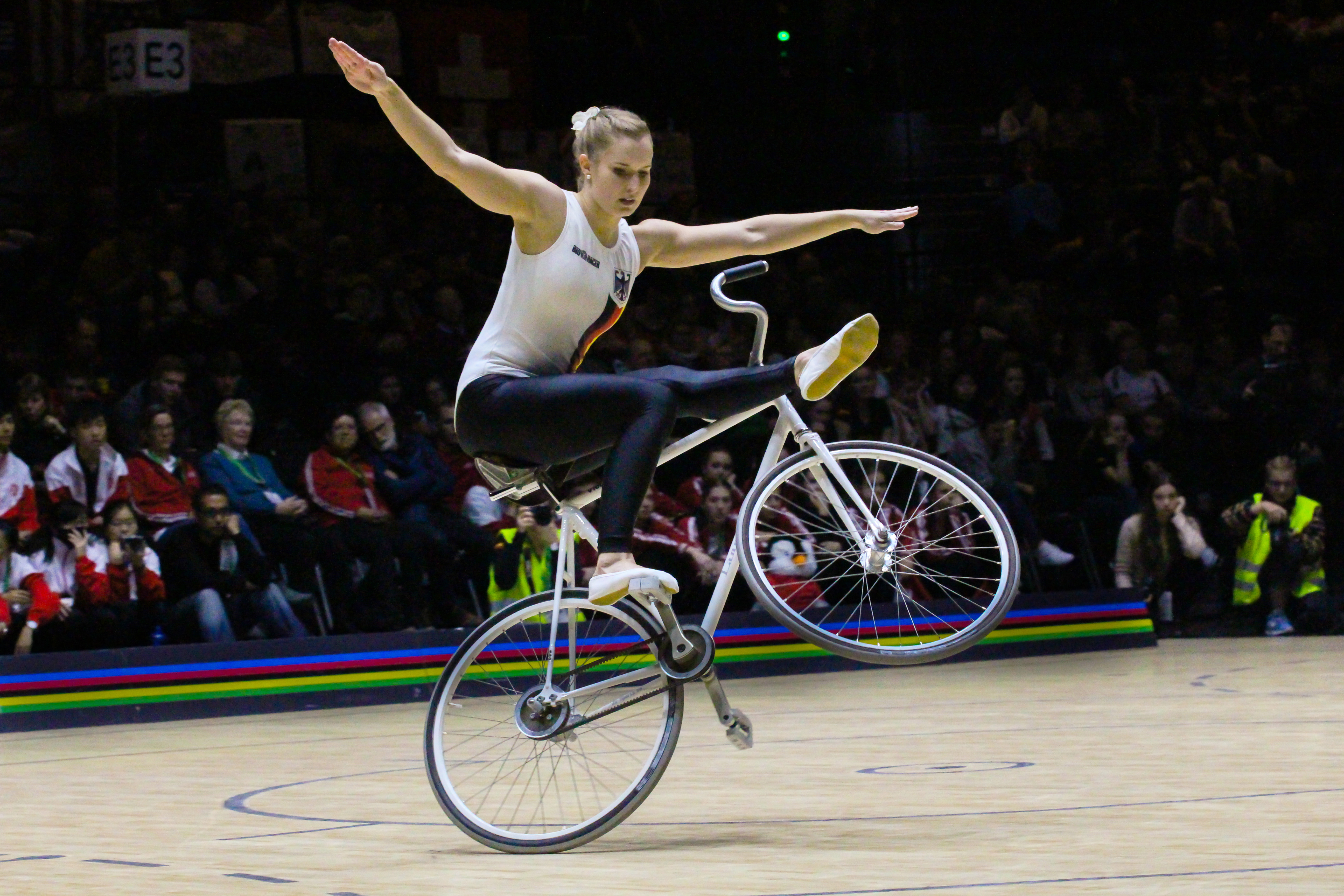
Viola Brand vid VM 2019. Notera även de likstora dreven som ger en utväxling på 1:1.
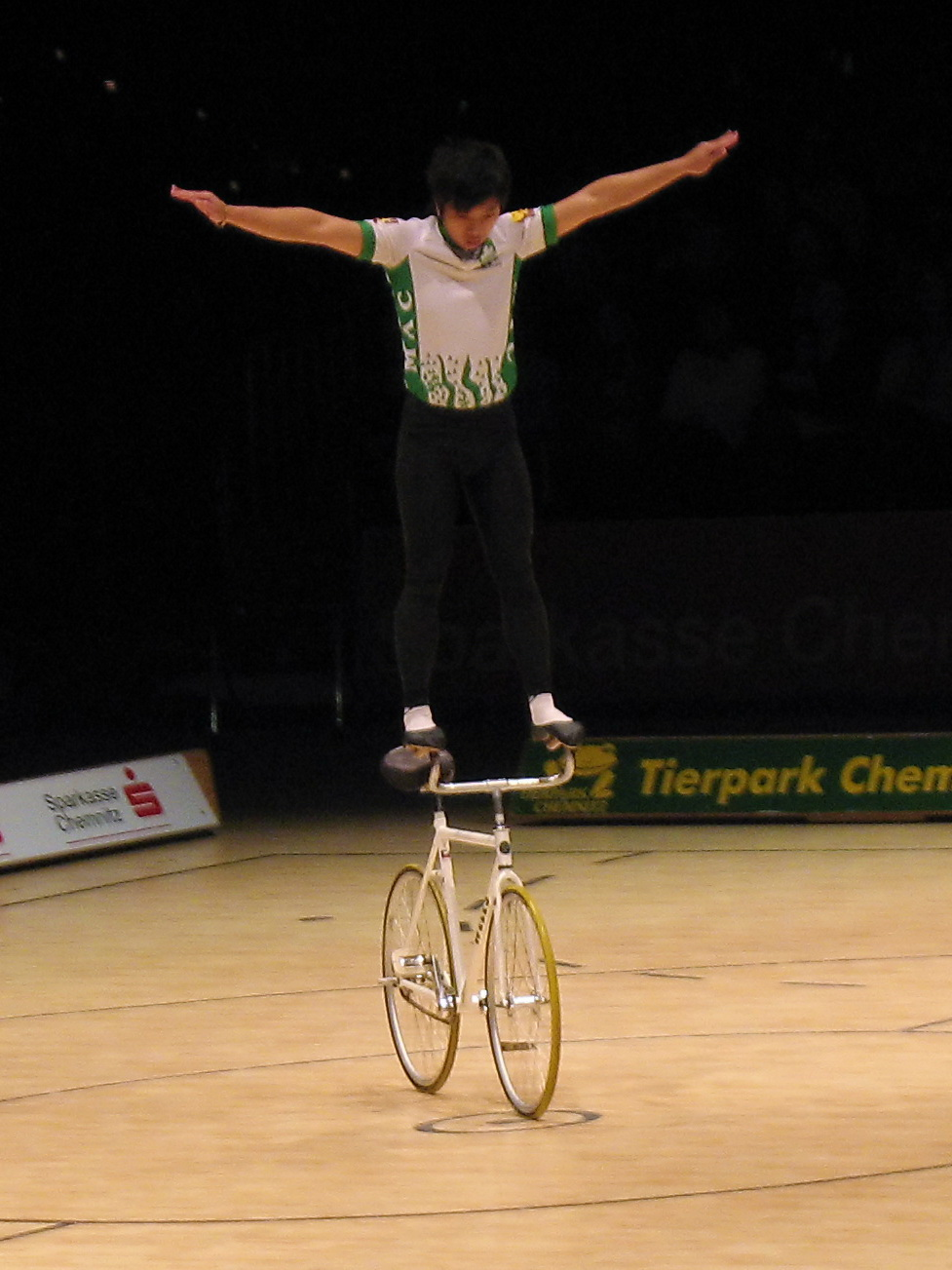
En deltagare som balanserar stående på styret vid VM 2006.